# 李璽 (岳池縣知縣)
李璽（？年—？年），字廷寶，山西平陽府絳州稷山縣人，明朝政治人物。成化乙酉科舉人，授平谷訓導，陞四川順慶府岳池縣知縣，性情清約持正，歷真定，陞武昌通判。